# Јежи Јанович
Јежи Филип Јанович (пољ. Jerzy Filip Janowicz; рођен 13. новембра 1990. године у Лођу, Пољска) је пољски тенисер. Најбољи пласман на АТП листи му је 14. место у појединачној конкуренцији, а у паровима 47. место. На турниру у Паризу из АТП Мастерс 1000 серије 2012. године је дошао до финала и изгубио од Давида Ферера. На путу до финала победио је Филипа Колшрајбера, Марина Чилића, Јанка Типсаревића, Жила Симона и трећег тенисера света Ендија Марија.
Од 2009. до 2016. тренирао га је бивши фински тенисер Ким Тиликаинен. Највећи успех на гренд слем турнирима му је пласман у полуфинале Вимблдона 2013. године. Заједно са Агњешком Радвањском је донео Пољској трофеј Хопман купа 2015. године.

## Јуниорска каријера
Као јуниор Јанович је имао однос победа и пораза 59:23 и био је на 5. месту ранг листе 2008. године.
Јуниорски резултати на гренд слем турнирима:
| Јуниорски Гренд слем турнири  | 2007. | 2008. |
| ----------------------------- | ----- | ----- |
| Отворено првенство Аустралије | Н     | ЧФ    |
| Ролан Гарос                   | Н     | Ф     |
| Вимблдон                      | КВ2   | 2К    |
| Отворено првенство САД        | Ф     | Н     |

## Финала АТП мастерс 1000 серије

### Појединачно: 1 (0:1)
| Исход     | Бр. | Година | Турнир | Подлога   | Противник   | Резултат |
| --------- | --- | ------ | ------ | --------- | ----------- | -------- |
| Финалиста | 1.  | 2012.  | Париз  | Тврда (д) | Давид Ферер | 4:6, 3:6 |

### Парови: 1 (0:1)
| Исход     | Бр. | Година | Турнир       | Подлога | Партнер   | Противници             | Резултат         |
| --------- | --- | ------ | ------------ | ------- | --------- | ---------------------- | ---------------- |
| Финалиста | 1.  | 2013.  | Индијан Велс | Тврда   | Трит Хјуи | Боб Брајан Мајк Брајан | 3:6, 6:3, [6:10] |

## АТП финала

### Појединачно: 3 (0:3)
| Легенда                        |
| ------------------------------ |
| Гренд слем турнири (0:0)       |
| Завршно првенство сезоне (0:0) |
| АТП мастерс 1000 (0:1)         |
| АТП 500 (0:0)                  |
| АТП 250 (0:2)                  |

| Финала по подлози |
| ----------------- |
| Тврда (0:3)       |
| Шљака (0:0)       |
| Трава (0:0)       |

| Финала по локацији |
| ------------------ |
| Отворено (0:1)     |
| Дворана (0:2)      |

| Исход     | Бр. | Датум             | Турнир              | Подлога   | Противник   | Резултат           |
| --------- | --- | ----------------- | ------------------- | --------- | ----------- | ------------------ |
| Финалиста | 1.  | 4. новембар 2012. | Париз, Француска    | Тврда (д) | Давид Ферер | 4:6, 3:6           |
| Финалиста | 2.  | 23. август 2014.  | Винстон-Сејлем, САД | Тврда     | Лукаш Росол | 6:3, 6:7(3:7), 5:7 |
| Финалиста | 3.  | 8. фебруар 2015.  | Монпеље, Француска  | Тврда (д) | Ришар Гаске | 0:3 (предаја)      |

### Парови: 1 (0:1)
| Легенда                        |
| ------------------------------ |
| Гренд слем турнири (0:0)       |
| Завршно првенство сезоне (0:0) |
| АТП мастерс 1000 (0:1)         |
| АТП 500 (0:0)                  |
| АТП 250 (0:0)                  |

| Финала по подлози |
| ----------------- |
| Тврда (0:1)       |
| Шљака (0:0)       |
| Трава (0:0)       |

| Финала по локацији |
| ------------------ |
| Отворено (0:1)     |
| Дворана (0:0)      |

| Исход     | Бр. | Датум          | Турнир            | Подлога | Партнер   | Противници             | Резултат         |
| --------- | --- | -------------- | ----------------- | ------- | --------- | ---------------------- | ---------------- |
| Финалиста | 1.  | 17. март 2013. | Индијан Велс, САД | Тврда   | Трит Хјуи | Боб Брајан Мајк Брајан | 3:6, 6:3, [6:10] |

## Остала финала

### Тимска такмичења: 1 (1:0)
| Исход    | Бр. | Датум            | Турнир                       | Подлога   | Партнерка         | Противници                | Резултат | Извор |
| -------- | --- | ---------------- | ---------------------------- | --------- | ----------------- | ------------------------- | -------- | ----- |
| Победник | 1.  | 10. јануар 2015. | Хопман куп, Перт, Аустралија | Тврда (д) | Агњешка Радвањска | Серена Вилијамс Џон Изнер | 2:1      | [ 9 ] |

## Финала јуниорских Гренд слем турнира

### Појединачно: 2 (0:2)
| Исход     | Бр. | Датум              | Турнир                 | Подлога | Противник       | Резултат      |
| --------- | --- | ------------------ | ---------------------- | ------- | --------------- | ------------- |
| Финалиста | 1.  | 9. септембар 2007. | Отворено првенство САД | Тврда   | Ричард Беранкис | 3:6, 4:6      |
| Финалиста | 2.  | 8. јун 2008.       | Ролан Гарос            | Шљака   | Цунг-Хуа Јанг   | 3:6, 6:7(5:7) |